# Blepharipa sugens
Blepharipa sugens là một loài ruồi trong họ Tachinidae.